# Антисемитизм в Канаде
Антисемитизм в Канаде — проявление враждебности, предрассудков или дискриминации в отношении канадского еврейского народа как этнической, религиозной или расовой группы. Эта форма расизма затронула евреев с момента основания еврейской общины Канады в XVIII веке.

## Противодействие
В 2009 году основными федеральными политическими партиями была создана Канадская парламентская коалиция по борьбе с антисемитизмом для расследования и борьбы с этим явлением, особенно с тем, что называется новым антисемитизмом. Утверждается, что эта форма ненависти направлена против Израиля, состоящая из обвинений Израиля в «военных преступлениях» и аналогичных утверждений. Антиизраильские действия, которые привели к формированию парламентской коалиции, включали кампании бойкота в университетских городках и в некоторых церквях, перерастая в нападения на синагоги, еврейские учреждения и отдельных лиц. Проводились такие мероприятия, как «Неделя израильского апартеида».